# Martín de Gainza
Martín de Gainza (? - Marchena, 1556) va ser un artista i arquitecte espanyol d'origen biscaí, que va col·laborar inicialment amb Diego de Riaño a l'edificació de l'Ajuntament de Sevilla, passant en 1529 a ocupar el lloc d'aparellador de la catedral sevillana.
Una segona etapa de la seva vida professional va començar en 1535 en ésser designat mestre major d'aquesta catedral; des d'aleshores i fins a la seva mort, el 1556, dirigeix diverses obres en ella, alhora que és anomenat arquitecte de l'Hospital de la Sang el 1545, compaginant aquests treballs amb altres feines al llarg de les terres de l'arquebisbat.
La seva primera intervenció a Sevilla consisteix a continuar la Sagristia dels Calzes i la Sagristia major. La primera tanca les seves voltes el 1537, acabant-se la seva cúpula el 1543. En el seu disseny es segueixen els plans del seu antecessor, Diego de Riaño, encara que modificats en incorporar en l'extradós, i arcbotants que donen al conjunt aspecte gòtic. Creació seva és la portalada que va servir d'ingrés, des del Pati dels Tarongers, a la capella que tenia el bisbe de Scalas a la catedral, ara fora del recinte del temple i parcialment mutilada, datada entre 1535 i 1539.
Però la principal aportació de Gaínza a aquesta catedral és la seva Capella Reial, iniciada el 1551, i on treballa fins a la seva defunció, moment en què unes certes fallades constructives obliguen a parar l'obra. En reiniciar-se, el seu successor Hernán Ruiz II, modifica els seus dissenys i aixeca la potent volta que cobreix el seu espai central.
Coetània és la seva intervenció en diverses esglésies de l'arquebisbat sevillà, on treballa especialment sobre dos tipus arquitectònics de gran interès, les sagristies i façanes.
Per a les primeres generalitza l'esquema centralitzat de la Sagristia Major de la catedral de Sevilla, i a elles responen les de l'església de Santa María de la Asunción de Arcos de la Frontera, l'església de San Miguel de Morón de la Frontera i la també l'església de San Miguel de Jerez de la Frontera. La primera ha d'ésser coetània amb el remodelatge de la capçalera del temple, datada el 1553. Aquesta sagristia, amb façanes articulades per pilastres senzilles, manca interiorment d'ordres arquitectònics, presentant abundant decoració. Un exemple similar, però recorrent a semicolumnes per organitzar els alçats interiors, emprat a la parròquia de Jerez.
L'articulació, de solució de continuïtat entre portalada i campanar que caracteritza a les torres-façanes era una fórmula ja emprada en alguns temples medievals. La feina de Gainza va ser actualitzar-la amb un llenguatge nou, de tall renaixentista.
L'última obra de Gainza va ser el col·legi dels jesuïtes de Marchena, edifici en què estaria treballant quan li va arribar la mort, el 1556. A la seva església, de concepció espacial gòtica, destaca la solució adoptada per falcar els arcs del creuer, interrompent el fust dels suports per disposar unes mènsules a manera de capitells.